# Tahj Mowry
Tahj Dayton Mowry, född 17 maj 1986 i Honolulu på Hawaii, är en amerikansk skådespelare och sångare.
Tahj Mowry är yngre bror till tvillingarna Tia och Tamera Mowry, även de skådespelare. Han är bland annat känd för att spela rollen som det smarta underbarnet T.J. Henderson i The WB/Disney Channel-serien Smart Guy. Han har också gjort den amerikanska originalrösten till det tioåriga supergeniet Wade Load i den animerade TV-serien Kim Possible, samt spelat rollen som Teddy (Michelle Tanners bästa vän) i Huset fullt, och Tucker Dobbs i Baby Daddy.
Mellan åren 2000 och 2004 hade han en relation med skådespelaren Naya Rivera, som tidigare hade varit hans motspelare i TV-serien Smart Guy.

## Filmografi (i urval)

### Filmer
- 2003 – Kim Possible: Tidsapan (röst)
- 2005 – Kim Possible: Drypande Dramatiskt
- 2007 – Are We Done Yet?
- 2022 – Me Time

### TV-serier
- 1990 – Who's the Boss? (TV-serie)
- 1991–1995 – Huset fullt (TV-serie)
- 1994 – Sonic the Hedgehog (TV-serie) (röst)
- 1994–1995 – Aladdin (TV-serie) (röst)
- 1995–1999 – Timon och Pumbaa (TV-serie) (röst)
- 1995 – Trasselsudd (TV-serie) (ytterligare röster)
- 1996 – Star Trek: Voyager (TV-serie)
- 1996 – Vänner (TV-serie)
- 1997–1999 – Smart Guy (TV-serie)
- 2002–2007 – Kim Possible (TV-serie) (röst)
- 2005 – Lilo & Stitch (TV-serie) (röst)
- 2006 – Zack och Codys ljuva hotelliv (TV-serie)
- 2007 – Desperate Housewives (TV-serie)
- 2012–2017 – Baby Daddy (TV-serie)
- 2015 – The Real
- 2021 – Återförenade (TV-serie)
- 2023 – The Muppets Mayhem (TV-serie)[1]